# 张也
张也（1968年5月28日—），女，湖南长沙人，中国女高音歌唱家。

## 生平
张也14岁时考入湖南省艺术学校学习戏曲，1991年毕业于中国音乐学院声乐系，曾师从中国声乐教育家金铁霖教授。1995年声乐硕士研究生毕业，现任中国音乐学院声乐系教师。

## 作品
张也擅长演唱民族歌曲。她曾在《唐伯虎与沈九娘》中饰沈九娘，录制过歌剧《洪湖赤卫队》并主演韩英，还为多部电影和电视剧演唱过主题歌。
张也多次在中国各类声乐大赛中获奖。1988年，初入歌坛的张也获得全国青年歌手电视大奖赛第三名及全国优秀歌手邀请赛金奖。1995年获“金唱片奖”。她演唱的歌曲《多情东江水》获第四届MTV中国音乐电视大赛银奖。在中央电视台举办的第五届音乐电视大赛中，她演唱的歌曲《走进新时代》获得金奖和最佳演唱奖。
2021年2月11日央视春晚上，张也与周深合唱《灯火里的中国》，是当晚收视最高的节目之一，收视率达到27.794%，随后还成为当年春晚海外最受好评的演唱类节目。4月20日又发行了录音室版本。
张也的代表作有歌曲《走进新时代》、《灯火里的中国》、《春天到万家》、《祖国你好》、《万事如意》、《秋歌》、《人间天堂》、《欢聚一堂》、《吉祥颂》、《金嗓子》等。

## 參见
- 宋祖英
- 祖海
- 张燕
- 谭晶
- 雷佳